# Olmi-Cappella
 Olmi-Cappella  là một xã ở tỉnh Haute-Corse trên đảo Corse, Pháp. Xã này có diện tích 51,1 kilômét vuông, dân số năm 1999 là 143 người. Khu vực này có độ cao 880 mét trên mực nước biển.